# 华尔登 (亚利桑那州)
华尔登（英文：Wellton），是美国亚利桑那州尤马县下属的一座城市。面积约为28.93平方英里（约合74.9平方公里）。根据2010年美国人口普查，该市有人口2,882人，人口密度为99.6/平方英里。在建制上，该市属于“Town”。